# Goriški radič
Goriški radič (imenuje se tudi solkanski radič ali goriška vrtnica, v Solkanu mu pravijo tudi sukénski régut) je vrsta cikorije (v družini Cichorium intybus), ki jo gojijo na območju Gorice v deželi Furlanija-Julijska krajina. Radič ima obliko vrtnice in se zato v Italiji imenuje La rosa di Gorizia.

## Opis
Goriški radič je navadna cikorija, ki ima intenzivno rdečo barvo ali rdečkasto oziroma skorajda roza barvo. Listi so široki in mesnati in imajo obliko odprte vrtnice. Goriški radič ima zelo malo grenkobe, če ga primerjamo s treviškim radičem, in je hrustljav. Uvrščamo ga med zimski radiče.
Goriški radič so gojili že v času Avstro-Ogrske. V knjigi Gorizia – la Nizza austriaca iz leta 1873 je baron Karl Czernig von Czernhausen napisal, da na območju med Gorico in Solkanom med drugimi kmetijskimi pridelki gojijo tudi rdečkasto cikorijo.

## Pridelava
Središče pridelovanja goriškega radiča je med Gorico in Solkanom. Zaradi industrializacije in razvoja mest so kmetje opustili kmetijske dejavnosti in se preselili v urbana območja. Nekateri so te dejavnosti opravljali le še zaradi veselja. Danes je pridelava goriškega radiča zelo omejena, na trgu pa zelo priljubljena cikorija in povpraševana predvsem v restavracijah višjega ranga. Cene so posledično zelo visoke, tako da ga uvrščamo med najdražji radič na svetu.
Pridelava goriškega radiča ni enostavna in zahteva veliko truda ter ljubezni, zato je danes malo pridelovalcev. Optimalna tla za gojenje goriškega radiča so prodnata, bogata z železom, ki poleti zadržujejo vodo, v dolgih sušnih obdobjih. Goriški radič prenaša neugodne vremenske razmere, kot so sušna poletja in mrzle zime. Značilnost goriškega radiča je, da seme kmetje pridobivajo sami, zato je radič možno dobiti v različnih barvnih odtenkih. Zgodaj spomladi posadijo najprej korenike radiča za vzgojo semena. Setev poteka med marcem in junijem v obdobju upada lune. Ko seme zaživi je treba radič dvakrat pokositi, da nastane prava korenina. Pozno jeseni, po prvi slani, radič ročno poberejo s koreninami vred, ga zvežejo v šopke in hranijo v zaprtih prostorih pri približno 10 stopinjah. Zelo važno je, da radič leži v temi pokrit s slamo, travo ali peskom in se ga pogosto zaliva. Po približno petnajstih dneh dobi radič lepo rdečo barvo, kmet pa jo oblikuje in odstrani stranske liste, pri tem pa se izgubi približno 70 % začetnega proizvoda. V času božica je radič že na mizah, jemo pa ga lahko do konca februarja, če imamo srečo, pa še tudi marca.